# Acidland
Acidland – osiemnasty singel Myslovitz (pierwszy z albumu Korova Milky Bar), wydany w kwietniu 2002.

## Lista utworów
- "Acidland"  (4:07)
- "Acidland" (wersja angielska)  (4:07)